# Werner Buschnakowski

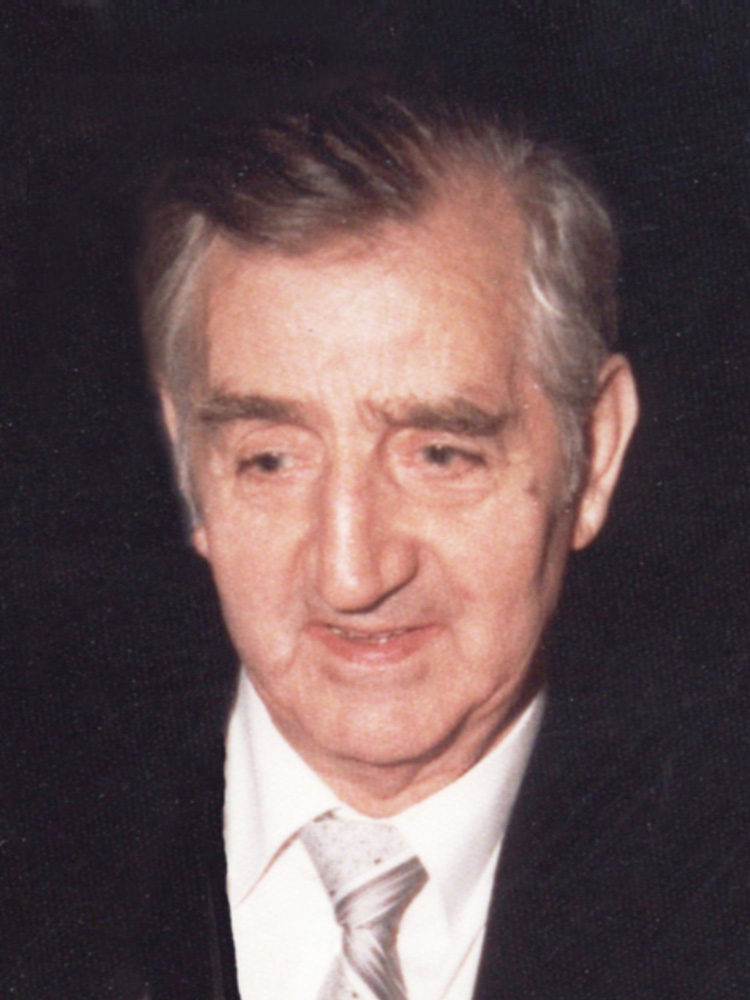
Werner Buschnakowski (1987)

Werner Buschnakowski (* 21. Januar 1910 in Rehsau in Ostpreußen; † 13. November 1995 in Grimma) war ein deutscher Kantor, Organist, Cembalist und Musikpädagoge.

## Leben und Wirken
Werner Buschnakowski war der Sohn des Lehrers Rudolf Buschnakowski. Seine schulische Ausbildung bis zum Abitur erhielt er am Realgymnasium Insterburg und an der Deutsch-Orden-Oberrealschule in Wehlau.
Bereits als Schüler spielte er Orgel und wurde schon als Elfjähriger von den Organisten von Insterburg zu Vertretungsdiensten herangezogen. Mit vierzehn Jahren wurde er ständiger Vertreter des Organisten der Lutherkirche in Insterburg. Während seiner letzten beiden Schuljahre war er selbständiger Organist an der Kirche von Karalene bei Insterburg.

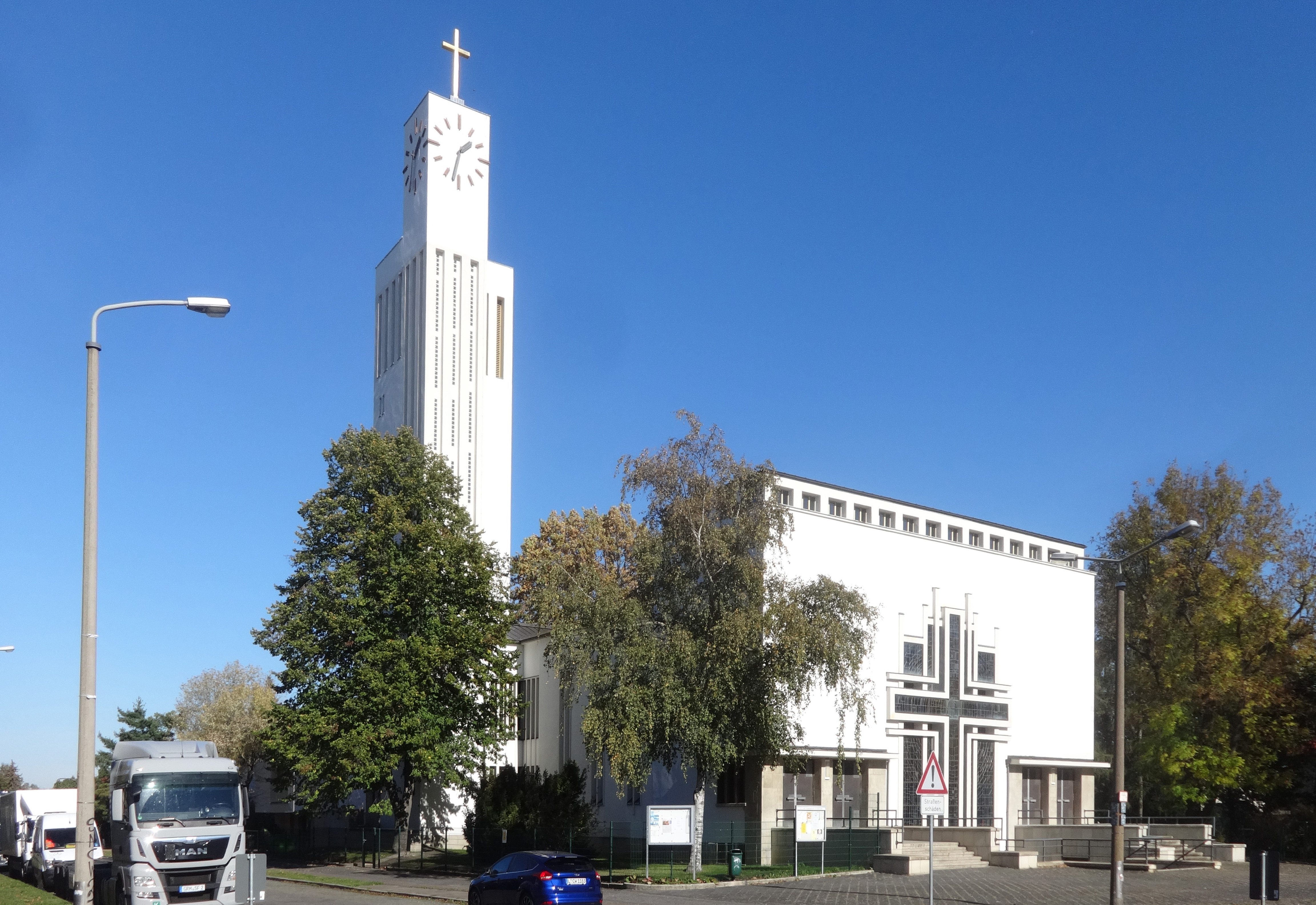
Versöhnungskirche Leipzig-Gohlis

Im Jahr 1931 ging er nach Leipzig, um am Kirchenmusikalischen Institut Kirchenmusik zu studieren. Einer seiner Lehrer hier war Friedrich Högner. Wegen guter Leistungen wurde er bereits nach drei Jahren statt der regulären vier zur Abschlussprüfung zugelassen, die er im Sommer 1934 mit „gut“ bestand. Bereits im April 1934 hatte er die Stelle als Organist an der Versöhnungskirche in Leipzig-Gohlis angetreten. 1937 wurde er auch Kantor.
In der 1932 erbauten Kirche stand ihm eine Orgel der Orgelbauwerkstatt P. Furtwängler & Hammer zur Verfügung. Buschnakowski nutzte Orgel und Kirche zur Aufführung klassischer Orgelmusik und kirchlicher instrumentaler und vokaler Kammermusik außerhalb des Gottesdienstes. So gab es einen Buxtehude-Zyklus mit zwölf Konzerten anlässlich dessen 300. Geburtstages und eine Bach-Reihe mit allen Orgelwerken des Komponisten. Zwischen 1934 und 1938 übertrug die Reichs-Rundfunk-Gesellschaft 14 Orgelkonzerte aus der Versöhnungskirche.

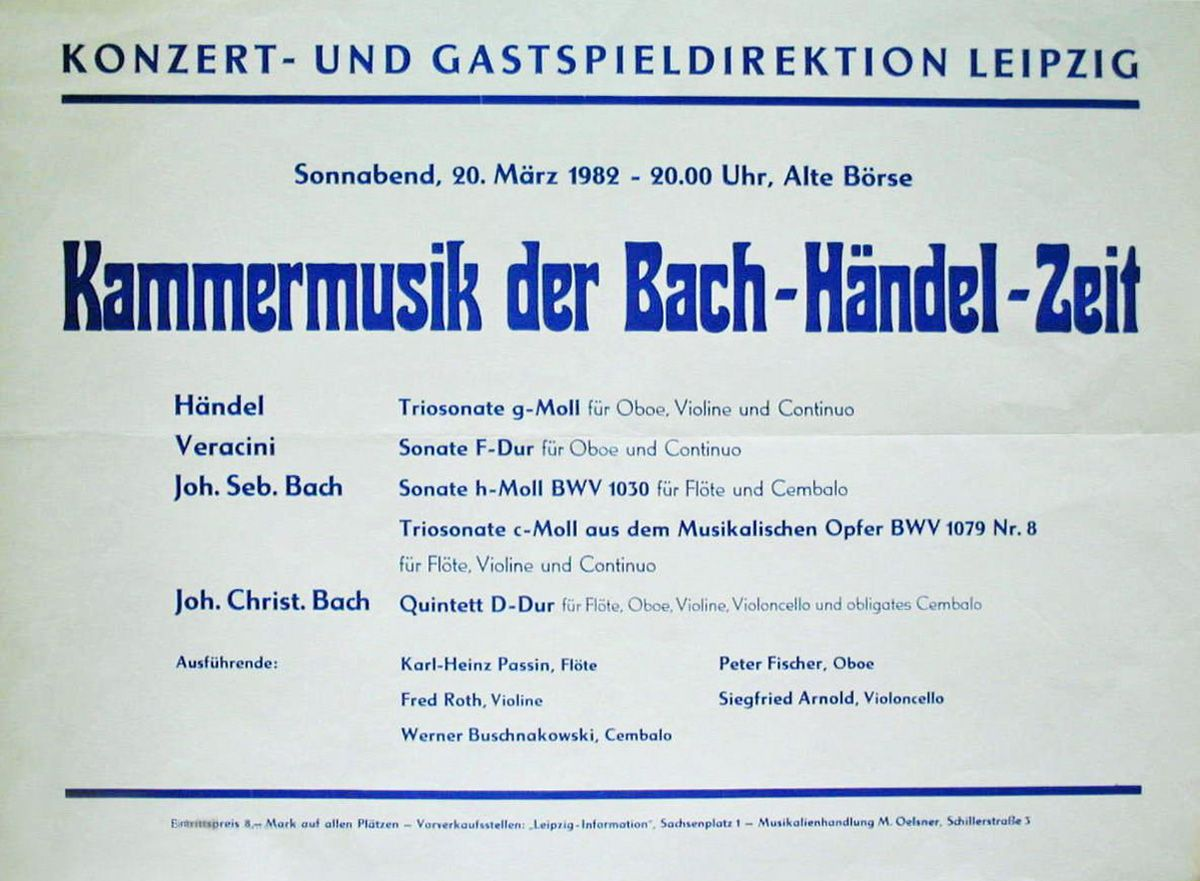
Kammermusik-Plakat

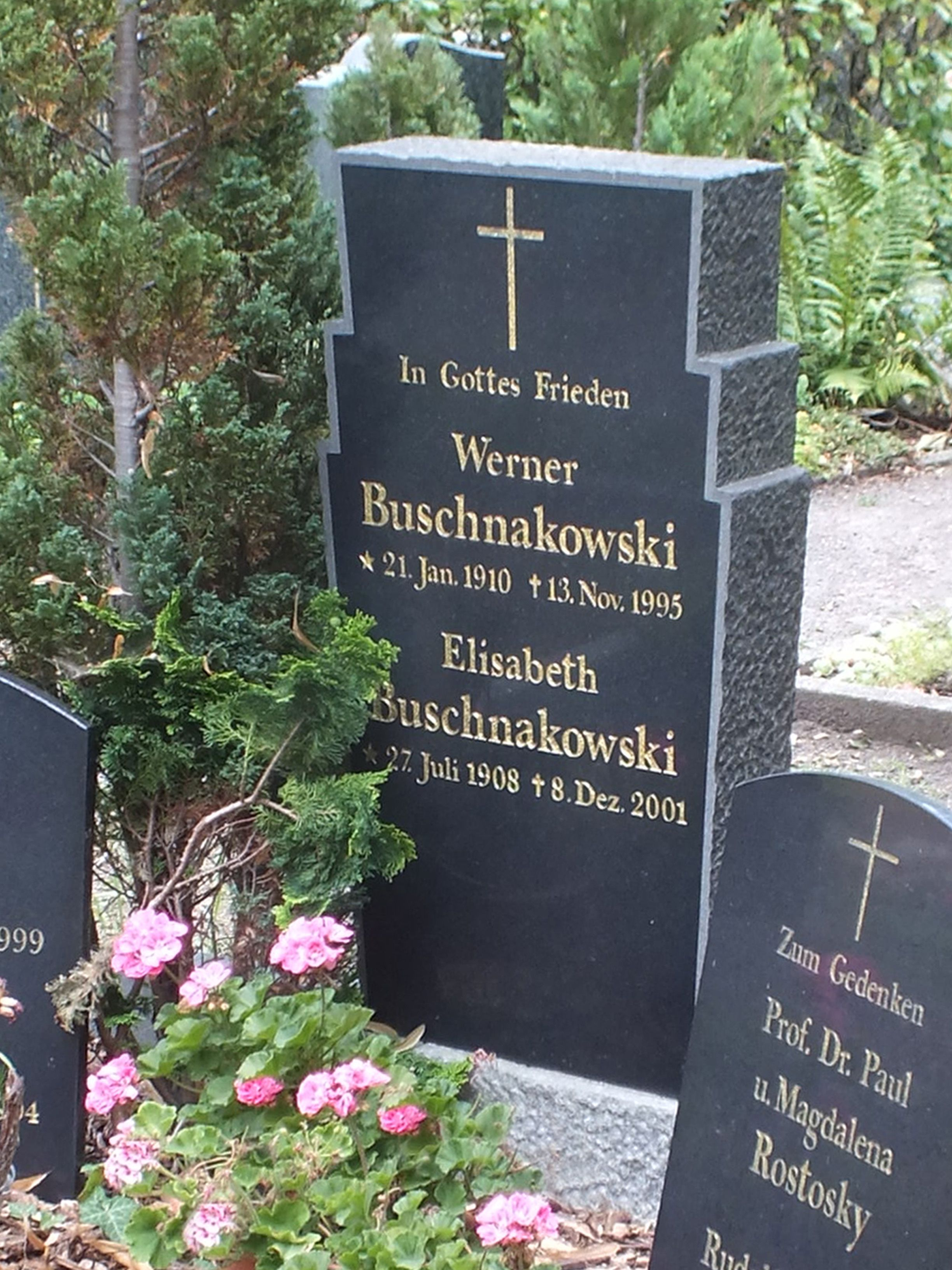
Sein Grab auf dem Connewitzer Friedhof

Nach Kriegsdienst ab 1940 und sowjetischer Gefangenschaft bis 1949, in der er sich eine Lähmung des rechten Mittelfingers zugezogen hatte, nahm er 1950 seine Organistentätigkeit wieder auf. Wegen der Ablehnung der Anpassung der Orgel der Versöhnungskirche an die Zeiterfordernisse durch die Kirchgemeinde widmete er sich nun zunehmend dem Cembalo, was unter anderem zur Zusammenarbeit mit dem Thomanerchor bei Motetten und zur Teilnahme an deren Reisen führte.
1957 begründete er mit führenden Mitgliedern des Gewandhausorchesters die langjährige Leipziger Konzertreihe Barocke Kammermusik, die später Kammermusik der Bach-Händel-Zeit hieß, mit jährlich bis zu acht Konzerten. Bei den Konzerten anfangs im Gohliser Schlösschen und später in der Alten Börse saß er bis 1984 am Cembalo.
Seine Lehrtätigkeit begann Buschnakowski 1952 als Dozent an der Kirchenmusikschule Dresden, von 1953 bis 1958 war er Lehrkraft an der Hochschule für Musik in Leipzig, von 1959 bis 1961 unterrichtete er am Konservatorium in Halle und in den Jahren 1961 bis 1971 am Musikwissenschaftlichen Institut der Universität Leipzig.
Seinen Dienst in der Versöhnungskirchgemeinde beendete er im Jahre 1985. Nach einem Schlaganfall behindert und in seinem Haus in Marienbrunn gepflegt, starb er am 13. November 1995 in einem Krankenhaus in Grimma.

## Familie
1936 heiratete Werner Buschnakowski Elisabeth Restosky, die er während ihres Musikstudiums kennengelernt hatte. Das Ehepaar hatte zwei Söhne und eine Tochter. Die Familie bewohnte ab 1939 ein Haus in Marienbrunn. Sohn Andreas (1936–2005) war Organist und Kantor in Chemnitz.